# Прапор Буйона
Прапор Буйона був прийнятий рішенням ради 21 грудня 2000 року як прапор муніципалітету Буйон у бельгійській провінції Люксембург. Прапор можна описати так:
Три однаково високі смуги червоного, білого і червоного кольорів.
Прапор не був підтверджений урядом Французької спільноти Бельгії до 7 липня 2003 року. Прапор повністю заснований на муніципальному гербі і тому виглядає абсолютно однаково. Цей муніципальний прапор ідентичний прапору Левена та прапору Австрії.

Прапор Левена
Прапор Австрії